# Archaeoneureclipsis geminata
Archaeoneureclipsis geminata is een fossiele soort schietmot uit de familie Polycentropodidae.